# Ostankinski
Ostankinski (Муниципальный округ Алтуфьевский) est un district municipal de la ville de Moscou, capitale de la Russie, dépendant du district administratif nord-est.
Son nom fait notamment référence à la présence, sur son territoire, du château d'Ostankino.
On y trouve également la tour Ostankino, le cimetière d'Ostankino, ainsi que le jardin botanique de Moscou.

## Parcs, places et zones piétonnes

### Parc paysager de l'Exposition des réalisations de l'économie nationale (VDNKh)
Dans la partie nord et nord-ouest du territoire du VDNKh, un parc paysager a été créé entre 2018 et 2019, comprenant cinq zones thématiques. L'architecte principal du parc est le Français Michel Péna.
La zone «Nature botanique» comprend le territoire autour du troisième étang de Kamenka (qui fait partie de la rivière Kamenka). Un pavillon de cinéma avec un musée y a été construit, et la fontaine «Épi d'or» a été restaurée.
La zone «Nature des loisirs» a été aménagée avec un ruisseau artificiel, une plage avec un ponton de forme arrondie, des transats et un auvent. Près du pont entre les deuxième et troisième étangs de Kamenka, un labyrinthe vert en forme d'échiquier a été créé, avec des murs composés d'arbres et d'arbustes de différentes espèces : des thuyas de deux mètres, des épicéas, des pommiers, des tilleuls et d'autres arbres.
La zone «Nature sauvage», située dans la chênaie de Cheremetyevo, abrite une passerelle aérienne de 474 mètres de long, éclairée la nuit, avec une hauteur maximale de 6,5 mètres au-dessus du sol. À proximité, trois compositions artistiques intitulées «Oiseaux», d'une hauteur d'environ 3,5 mètres, sont installées dans les arbres. Elles sont réalisées en treillis d'acier inoxydable par l'artiste français Cédric Le Borgne.
La zone «Nature cultivée»  se trouve derrière le pavillon «Cosmos». On y trouve des plantations d'avoine, de millet et de phacélie argentée. Près de la chapelle Saint-Basile-le-Grand se trouve un syringarium, où fleurissent des lilas blancs et violets. Le jardin Michurin compte plus de 1 000 arbres fruitiers et 500 arbustes fruitiers. Au sud de celui-ci se trouve la «Grande peinture des champs», un système de parterres de fleurs formant une composition abstraite inspirée des œuvres de Vassily Kandinsky.
La zone «Nature des sciences et des arts», située entre le Théâtre vert et le «Moskvarium», comprend trois espaces sous le nom commun d'Allée des salles. La salle des jeux, sous des arches sculptées, abrite une aire de jeux de société : échecs, dames traditionnelles, dames chinoises et go. Juste derrière le «Moskvarium» se trouve la Salle de lecture, une plateforme ouverte avec des tables et des bancs. À l'est de la gloriette se trouve la Salle de théâtre, un amphithéâtre avec une scène pour les spectacles.

### Parc Ostankino
Le parc s'étend le long des rues Botanicheskaya et 1re Ostankinskaya. Il faisait partie de l'ensemble palatial et paysager du domaine d'Ostankino aux XVIIIe et XIXe siècles, composé d'une partie «anglaise» (paysagère) et d'une partie «française» (régulière). En 1932, le parc a été renommé Parc central de culture et de loisirs F.E. Dzerjinski. En 1976, il a été intégré au territoire du VDNKh, et en 1991, il a retrouvé son nom d'origine, «Ostankino». La superficie de la zone verte est de 71 hectares. Le parc possède une flore et une faune riches. La majeure partie du parc est constituée d'une forêt où poussent des tilleuls, des ormes, des érables, des bouleaux, des trembles, des pins et des épicéas, ainsi que des plantes inscrites au Livre rouge de Moscou: la lis martagon, le muguet, l'épipactis à larges feuilles, l'anémone des bois, la lunaire vivace et la sanicle d'Europe. Le parc abrite également des hérissons, des belettes, des écureuils, des campagnols roussâtres, des taupes et des oiseaux rares à Moscou, tels que des éperviers, des chevêches d'Athéna, des chouettes hulottes et des mésanges boréales.
En 2014, le parc a été réaménagé. Il comprend des aires de jeux pour enfants et des installations sportives: trois espaces de street workout avec des équipements pour différents groupes musculaires, un stade de football de 80 sur 50 mètres avec une pelouse naturelle et des pistes de course, une patinoire et une piste équestre. En hiver, une patinoire en glace naturelle est ouverte. En 2016, le skatepark gratuit «Megadrom Ostankino» a été inauguré. Avec une superficie d'environ un hectare, c'était le plus grand skatepark d'Europe, mais il a rapidement fermé en raison de la mauvaise qualité des travaux.
Près de l'étang du Jardin, un belvédère vert a été construit en 2014 à la place d'un ancien café, suivant les canons de l'architecture paysagère française et italienne, avec des bancs pour se reposer. Dans la partie est du parc, deux gloriettes en fonte de style français ont été installées. Sur la rive ouest de l'étang du Jardin, la «Péninsule d'Alexandre Ier» a été aménagée, avec une zone de détente en bois et des chaises longues. À l'est de l'étang, on trouve une scène estivale en plein air et une piste de danse couverte, où des soirées dansantes sont organisées pour les personnes âgées. Des bancs et des zones de pique-nique sont dispersés dans tout le parc.

### Square du monument «L'Ouvrier et la Kolkhozienne»
Le square autour du monument de Vera Moukhina et du pavillon d'exposition «L'Ouvrier et la Kolkhozienne» a été aménagé en 2018 à la place d'un espace négligé et d'une partie de la chaussée supprimée entre l'avenue Mira et la voie longitudinale. Le square présente un paysage strict avec des parterres de fleurs symétriques et des zones avec des bancs de chaque côté du monument. Sur la place derrière le monument, des arbres ont été plantés, intégrés dans un pavage au motif en zigzag.

### Cosmoparc (Allée des Cosmonautes, Allée des Héros de l'Espace)
D'une superficie d'environ 9 hectares, ce parc a été aménagé en 1967 autour du Musée mémorial de l'astronautique (avenue Mira, 111) et du monument «Aux Conquérants de l'Espace». Il se compose d'une allée centrale mémorielle et de sentiers de promenade. L'allée a reçu son nom en 1972. Ses concepteurs étaient les architectes Mikhaïl Barch et Alexandre Kolchine. On y trouve 14 monuments dédiés aux héros de l'astronautique soviétique, dont des statues des ingénieurs et concepteurs en technologie spatiale Sergueï Korolev et Valentin Glouchko, ainsi que des bustes des cosmonautes Youri Gagarine, Valentina Terechkova, Pavel Beliaïev, Alexeï Leonov et d'autres explorateurs de l'espace. L'allée centrale est ornée de parterres de fleurs et de socles en forme d'étoiles gravés de dates importantes de l'histoire de la conquête spatiale. On y trouve également une composition sculpturale représentant le système solaire et la place des Globes, avec deux monuments représentant une carte du ciel étoilé et une maquette de la Terre. Sur cette dernière sont gravées les paroles de Konstantin Tsiolkovski : «L'impossible d'aujourd'hui deviendra possible demain» et «La Terre est le berceau de l'humanité, mais on ne peut pas vivre éternellement dans un berceau».

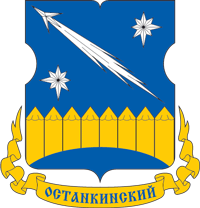
Armes du district
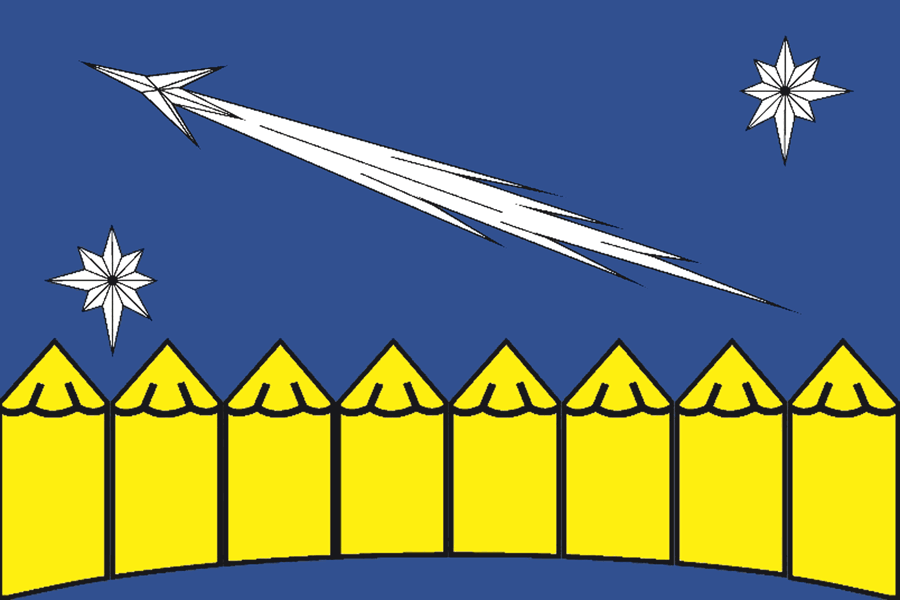
Drapeau du district